# Coursan
Coursan là một xã của Pháp nằm trong département Aude và vùng Occitanie.
Người dân địa phương trong tiếng Pháp gọi là Coursannais.
Xã này thuộc vùng đô thị Narbonne, cự ly 7 km so với Narbonne.

## Hành chính
| Danh sách các xã trưởng                |           |             |      |                    |
| Giai đoạn                              | Giai đoạn | Tên         | Đảng | Tư cách            |
| 1977                                   | 2014      | Gilbert Pla | PCF  | Conseiller général |
| Tất cả các dữ liệu trước đây không rõ. |           |             |      |                    |

## Thông tin nhân khẩu
| Năm | 1962  | 1968  | 1975  | 1982  | 1990  | 1999  |
| --- | ----- | ----- | ----- | ----- | ----- | ----- |
| Dân số | 3 212 | 3 366 | 3 334 | 4 021 | 5 137 | 5 241 |
| From the year 1962 on: No double counting—residents of multiple communes (e.g. students and military personnel) are counted only once. |       |       |       |       |       |       |

## Nhân vật nổi bật
- Marie Scipion d'Exéa